# Arturo Uslar Pietri
Arturo Uslar Pietri
(Caracas, 16 de mayo de 1906-Ibídem, 26 de febrero de 2001) fue un intelectual, periodista, filósofo, escritor, productor de televisión y político venezolano.  Uno de los intelectuales y escritores americanos más importantes del siglo XX, renovador de la literatura en lengua española a través de lo que él denominó «realismo mágico» y responsable de la internacionalización de la novelística americana.
Cultor de la novela histórica, el cuento, el ensayo, y creador de una prolífica obra considerada como una de las más importantes de su país.

## Biografía

### Infancia y juventud

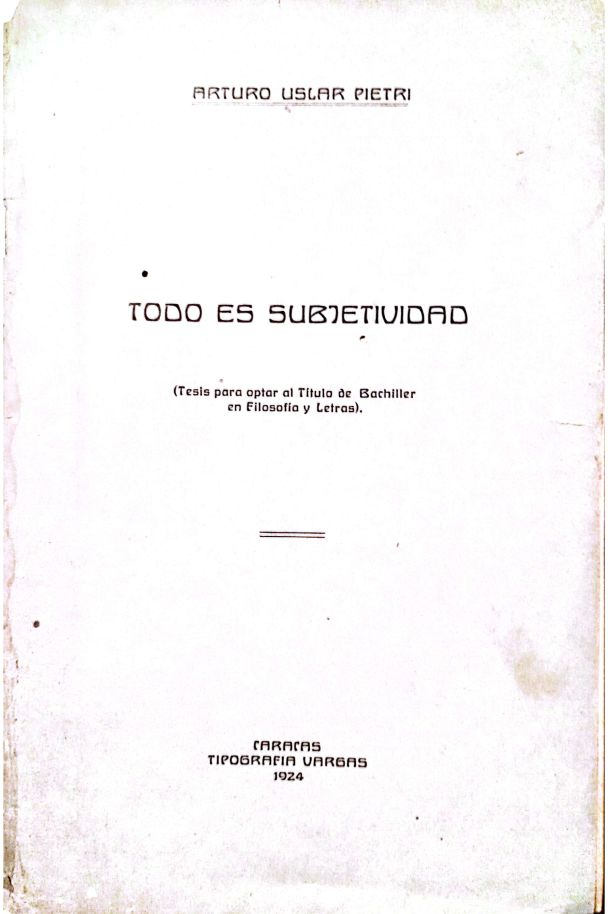
Tesina de Arturo Uslar Pietri para obtener el título de Bachiller en Filosofía y Letras, presentada en diciembre de 1923 y publicada al año siguiente.

Arturo Uslar Pietri nació en Caracas el 16 de mayo de 1906 en una casa situada en la Av. Este n.° 2, entre Romualda y Manduca. Fue hijo de Arturo Uslar Santamaría y de Helena Pietri Paúl de Uslar, hija del doctor y general Juan Pietri Pietri. Entre sus antepasados se incluye a Johann von Uslar, un oficial alemán que luchó en la batalla de Waterloo y por la independencia de Venezuela, al general Carlos Soublette y a Juan Pietri Pietri.
Aunque es común escuchar y leer el apellido de Arturo Uslar como palabra grave o llana ([úslar]), en realidad proviene del nombre de su antepasado, el militar alemán Johann von Uslar (1779-1866). En idioma alemán, Uslar se pronuncia como palabra aguda. 
Los primeros años de Uslar Pietri transcurrieron en Caracas, donde cursó estudios en una escuela de primeras letras ―la Escuela Unitaria de Alejandro Alvarado― y luego en el colegio de los padres franceses ―ubicado en la esquina Mijares―.
En agosto de 1916, la familia Uslar Pietri se instala en Cagua por pocos meses, su padre había sido nombrado jefe civil, y luego se trasladan a Maracay, ciudad de residencia del general Juan Vicente Gómez desde 1913, lo cual la hacía centro del poder político-militar de entonces. El propio Uslar comentó al respecto:

Era imposible no verlo. No recuerdo exactamente la primera vez que llegué a atisbarlo. Pero todos sabíamos que él salía dos veces al día. Un paseo por la mañana y otro a las cinco de la tarde. Atravesando caminos polvorientos. Visitando potreros. Su presencia resultaba inevitable. En un automóvil de turismo, con capota de lona. A menos de 40 kilómetros por hora. Sin escoltas ni motocicletas. Ni parafernalia. Seguido solo por un carro donde estaban sus edecanes.

Pietri culmina sus estudios primarios en el Colegio Federal Felipe Guevara Rojas (1919) y cursa la mayor parte de la secundaria en el Colegio Federal de Varones, salvo una interrupción en 1921 cuando es inscrito en el Colegio de los Salesianos en Valencia y en 1923 cuando cursa su último año de secundaria en el Liceo San José de Los Teques.

### Etapa universitaria

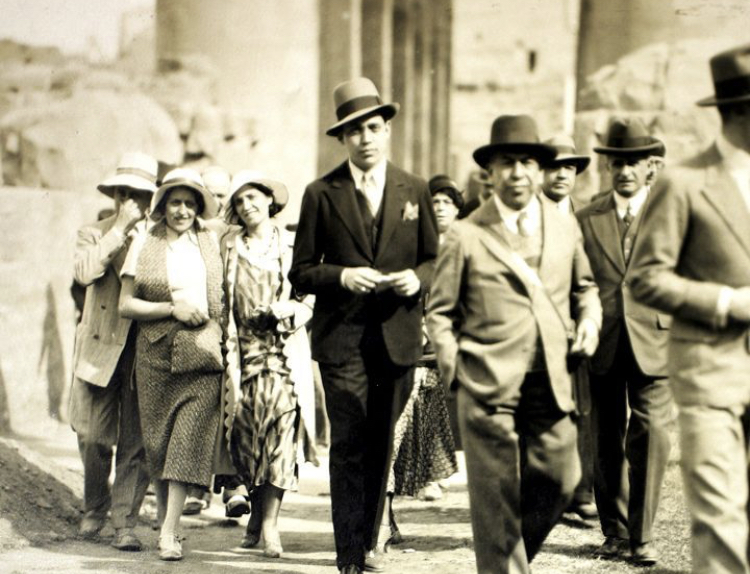
El joven Uslar Pietri durante un viaje a Egipto en 1931.

En el mes de junio del año 1923, emerge la primera obra narrativa de este autor, un cuento titulado «El silencio del desierto», que encontró su primera luz en las páginas de la revista Billiken. En el mes de octubre del mismo año, decide retornar a la ciudad de Caracas con el objetivo de emprender estudios en Derecho, que en aquel entonces era la única vía académica para aquellos individuos que poseían una inclinación hacia las disciplinas humanísticas o literarias. Se inscribe en la Escuela de Ciencias Políticas, un renombrado establecimiento educativo adscrito a la Universidad Central de Venezuela.
Como muchos otros jóvenes que provenían de regiones provinciales, durante los primeros años de su vida universitaria, reside en pensiones. En enero de 1924, alcanza un hito académico relevante al obtener su título de bachiller en Filosofía, que le fue conferido tras la presentación y defensa exitosa de su tesis denominada «Todo es subjetividad».
La etapa universitaria de su vida se caracteriza por una actividad ferviente y diversa: se integra activamente en el Centro de Estudiantes de Derecho y en la Federación de Estudiantes de Venezuela. Durante el año 1925, asume la responsabilidad de bibliotecario para la federación mencionada, dicta su primera conferencia, la cual lleva por título «Ideas sobre una morfología de la historia del Derecho», y ve publicados sus cuentos en la revista «La Universidad» en el año 1927. Durante esta época, establece vínculos con algunos de los individuos miembros de la Generación del 28 y que posteriormente serían partícipes en los emblemáticos acontecimientos estudiantiles de 1928.
En el ámbito laboral, entre los años 1926 y 1929, desempeña funciones como escribiente en el Juzgado de Primera Instancia en lo Civil del Distrito Federal, y de manera esporádica, ocupa el mismo puesto en el Congreso Nacional. Como muchos jóvenes de su generación, se sumerge en la exploración de nuevas corrientes literarias y de pensamiento, encontrando en la «Gaceta Literaria» y la «Revista de Occidente» ventanas hacia nuevas perspectivas ideológicas y estéticas.
Asiste a diversas peñas, entornos propicios para el flujo de ideas, la comunión de aspiraciones y el encuentro entre generaciones de diferentes épocas. En estos círculos de discusión y análisis, se entrelaza el pasado, el presente y el futuro de la tradición literaria y filosófica. De igual manera, en la tipografía Vargas -entidad editora de la prestigiosa revista «Elite»- se congrega con la nueva generación literaria, particularmente con los exponentes del vanguardismo, movimiento que buscaba romper con las estructuras tradicionales y explorar nuevas formas de expresión en el arte y la literatura.

### Comienzo de su carrera literaria

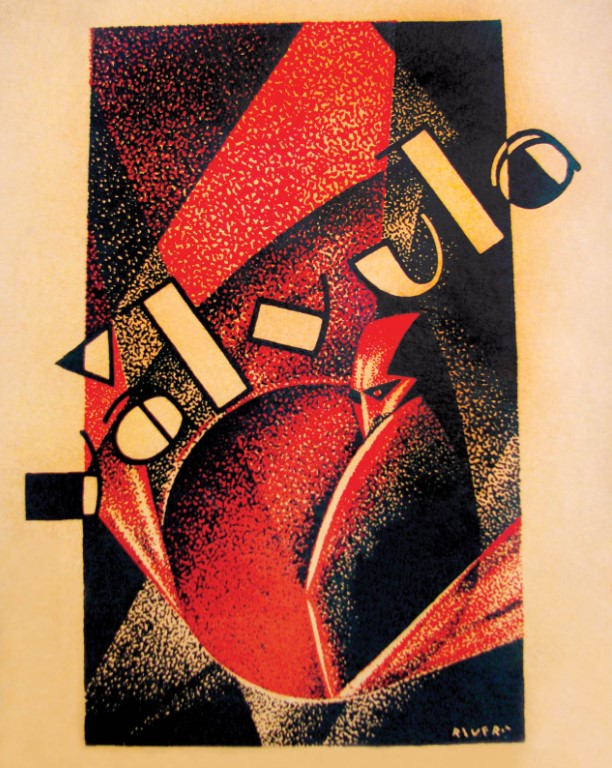
Portada de la revista vanguardista Válvula (1928).

En 1930 se producen dos acontecimientos que marcan la historia literaria y política venezolanas. En el primero, Uslar Pietri juega un papel de primer orden: el 5 de enero de ese año se publica el primer y único número de la revista Válvula, en la cual si bien participan 29 colaboradores Uslar escribe cuatro de los textos incluidos entre los cuales el editorial Somos y el artículo Forma y Vanguardia, considerados como las piezas programáticas del movimiento vanguardista; y en septiembre publica su primer libro de cuentos, Barrabás y otros relatos. Los especialistas coinciden en afirmar que ambas publicaciones constituyen un punto demarcatorio en la literatura venezolana. El 29 de julio de 1929, recibe el título de Doctor en Ciencias Políticas de la Universidad Central, tras presentar una tesis titulada El principio de la no imposición de la nacionalidad de origen y el 6 de agosto el de abogado, otorgado por la Corte Suprema del Distrito Federal.
En 1931 publicó su primera novela, Las lanzas coloradas ―relato histórico situado durante la independencia de Venezuela―. La obra fue muy bien acogida y supuso el comienzo de una fructífera carrera.

### Uslar Pietri y el realismo mágico
Uslar Pietri es considerado por la crítica como uno de los precursores, así como el introductor del término realismo mágico a la literatura.
El término realismo mágico, que fuera usado por un crítico de arte, el alemán Franz Roh, para describir una pintura que demostraba una realidad alterada, y llegó al idioma español con la traducción en 1925 del libro Realismo mágico (Revista de Occidente, 1925), fue introducido a la literatura hispanoamericana por Arturo Uslar Pietri en 1948 en su ensayo Letras y hombres de Venezuela (1948). Señala Uslar:

Lo que vino a predominar en el cuento y a marcar su huella de una manera perdurable fue la consideración del hombre como misterio en medio de datos realistas. Una adivinación poética o una negación poética de la realidad. Lo que a falta de otra palabra podrá llamarse un realismo mágico.

Años antes, en 1935, Uslar Pietri publica su cuento La Lluvia, en el que relata de forma realista y misteriosa, la llegada y la desaparición, con la lluvia, de un extraño visitante. Este cuento es considerado como el primer ejemplo de realismo mágico antes de que se acuñara el término.
El crítico Víctor Bravo señala que la noción de realismo mágico nació casi de manera simultánea con la de real maravilloso: «La formulación inicial de una y otra noción —como referencia a un modo de producción literaria latinoamericana— se hace casi de manera simultánea. En 1947, Arturo Uslar Pietri introduce el término «realismo mágico» para referirse a la cuentística venezolana; en 1949 Alejo Carpentier habla de «lo real maravilloso» para introducir la novela El reino de este mundo, y algunos la consideran que es la novela iniciadora de esta corriente literaria.

### Vida política

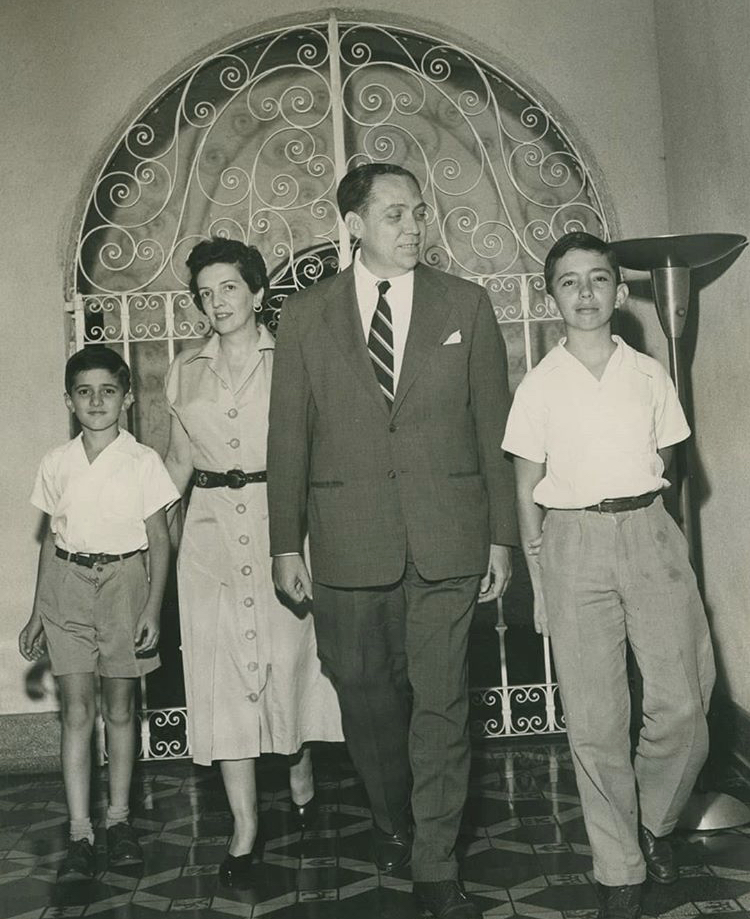
Uslar Pietri junto a su esposa Isabel Braun, y sus dos hijos: Arturo y Federico Uslar Braun, c. 1950.

En 1936, Uslar Pietri se volvió muy activo en el debate político con la muerte del dictador Juan Vicente Gómez. En 1937 es junto a Manuel Egaña, Pastor Oropeza y Aurelio Arreaza Arreaza, Ramón Díaz Sánchez y Manuel Felipe Rugeles, uno de los promotores del Partido Agrario Nacional, de muy corta duración.
En 1939, con 33 años, se casó con Isabel Braun Kerdel, con la que tuvo dos hijos, Arturo y Federico Uslar Braun. Ese mismo año, fue nombrado ministro de Educación. Fundó el Partido Democrático Venezolano y fue diputado del Congreso a partir de 1944. En 1945 fue nombrado Ministro de Relaciones Interiores por el presidente Isaías Medina Angarita.
El golpe de Estado del 18 de octubre de 1945 lo obligó a abandonar el país y mudarse a Nueva York. Durante su permanencia en Nueva York dio clases en la Universidad de Columbia. Cinco años después volvió a Venezuela. En 1950, Uslar Pietri siendo nombrado como representante consular de Venezuela ante Noruega, Suecia y Dinamarca, dio pie a la creación de un Comité en Inmigración Infantil en Caracas; en ese año, hubo más de 200 solicitudes de familias caraqueñas para adoptar a infantes huérfanos escandinavos como consecuencia de la Segunda Guerra Mundial. Entre 1951 y 1958 trabajó en la agencia de publicidad ARS junto a Alejo Carpentier y como profesor de literatura en la Universidad Central de Venezuela. En enero de 1958 fue uno de los firmantes del Manifiesto de los intelectuales, crítico de la dictadura de Marcos Pérez Jiménez, razón por la cual fue detenido. Tras la caída de la dictadura, fue elegido senador por el Distrito Federal el mismo año en las listas de Unión Republicana Democrática como candidato independiente. En esta etapa de la política venezolana se puede notar como, Arturo Uslar Pietri marcó distancia desde su juventud con las ideologías socialdemócrata, marxista y socialcristiana en Venezuela. Si algo se puede comprobar, es que el personaje en cuestión se negó a militar en los partidos AD, Copei y PCV, situándose dentro de un espacio conservador y liberal secular, plataforma que se observa con mayor nitidez en el marco de su candidatura presidencial en el año 1963. En 1963, fue candidato por el partido Comité Independiente Pro Frente Nacional (CIPFN), para la presidencia de Venezuela, pero fue derrotado por Raúl Leoni.

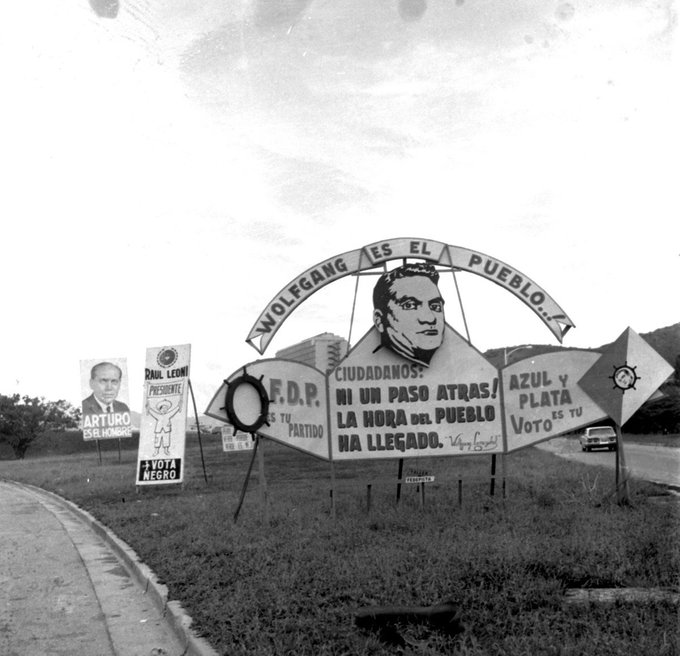
Pancartas en las elecciones generales de Venezuela de 1963.

Después de su derrota, siguió activo como senador. En mayo de 1964, en un contexto político agitado, propone al presidente electo Raúl Leoni la formación de un gobierno de Amplia Base, del cual el Frente Nacional Democrático (FND) forma parte hasta marzo de 1966 cuando se retira por divergencias en la conducción de las políticas del gobierno. En los comicios de 1968, junto con Wolfgang Larrazábal del FDP y el Movimiento Electoral Nacional Independiente (MENI),  Uslar apoyó la nueva empresa política de Jóvito Villalba de URD, el llamado Frente de la Victoria, cuyo candidato presidencial fue Miguel Ángel Burelli Rivas que terminó perdiendo con Rafael Caldera de Copei. Uslar renuncia a la secretaría general del FND y se fue distanciando poco a poco de la vida política.
Se convirtió en director del diario El Nacional desde 1969 hasta 1974, año en que se trasladó a París como embajador venezolano en la Unesco. Cuando volvió en 1979, se concentró en trabajar en sus escritos y en la educación, dejando la política activa.
En 1972, en El Nacional y como contestación a Kenneth Clark que en su obra Civilization convertida en serie por la BBC, dejó fuera de los creadores de la civilización occidental a los países hispanos, publicó «Los expulsados de la civilización» por el que le ganó el premio de periodismo hispanoamericano Miguel de Cervantes (1973).
Uslar Pietri fue una figura muy familiar de la televisión debido al programa televisivo semanal llamado Valores humanos, enfocado en la Historia y las Artes que comenzó a emitirse el 25 de noviembre de 1953 en Radio Caracas Televisión (RCTV). En Venevisión produce Raíces y Cuéntame a Venezuela sobre el devenir histórico del país. En el año 1983 retoma su programa Valores Humanos, pero esta vez producido por Venezolana de Televisión y transmitido por este último canal y la Televisora Nacional.
Durante el segundo gobierno de Carlos Andrés Pérez, Uslar Pietri encabezó el grupo de Los Notables, un grupo de intelectuales que propusieron la implementación de varias reformas públicas. El grupo posteriormente exigiría la implementación de sus propuestas, demandaría la renuncia o destitución de Carlos Andrés y criticaría a otras instituciones del Estado. El 25 de agosto de 1991, Uslar Pietri propone la creación de la figura de primer ministro, y el 3 de diciembre el grupo de Los Notables publica un segundo documento en el que se quejan del Ejecutivo y de lo partidos políticos por no tomar en cuenta su exigencia de elecciones uninominales y de reforma judicial. Uslar Pietri declara el 17 de noviembre en una entrevista a El Nacional que si a la crisis venezolana no se le dan respuestas podía producirse un golpe de Estado. El 1 de diciembre, Uslar Pietri nuevamente declara en el programa Primer Plano de RCTV que «sería idiota negar la posibilidad de un golpe». Después del golpe de Estado de febrero de 1992, Uslar Pietri declaró que «sería muy grave pensar» que los militares alzados fueran solo «unos locos que tiraron la parada» ya que con otros venezolanos compartían «un soberano disgusto por la manera en que funcionaba el gobierno».

### Muerte
Uslar Pietri murió de un infarto agudo de miocardio en su casa del sector de La Florida, Caracas, el 26 de febrero del año 2001 a los 94 años de edad. Fue cercano a Hugo Chávez antes de que este llegase al poder pero progresivamente comenzó a alertar sobre el rumbo que llevaba su país puesto que era de ideas socialistas, e hizo oposición al gobierno de Chávez. Este último lamentaría públicamente la muerte de Uslar Pietri.
Uslar Pietri escribió durante toda su vida sobre el desarrollo político de su país. Desde las páginas de los diarios nacionales fue un duro crítico, en especial desde su conocida columna El Pizarrón (del periódico El Nacional), la cual dejó de escribir en 1998. Uslar Pietri poseía, junto a su vecino de la Florida, el escritor Pascual Venegas Filardo, una de las bibliotecas personales más extensas de Venezuela. Dicha biblioteca fue donada a la Universidad Metropolitana de Caracas. El hecho de pertenecer a cuatro Academias Nacionales de manera simultánea, es un rarísimo caso de erudición, solamente igualado en la historia venezolana por Blas Bruni Celli.

## Legado

### Legado literario
A juicio de Jorge Luis Borges, Uslar Pietri «puede decir como Walt Whitman: soy amplio y contengo muchedumbres». Gustavo Guerrero coincide, al calificarlo de «el último de los grandes intelectuales venezolanos que, en la mejor tradición del humanismo moderno, albergó la ilusión de ser un homo universalis»
Vargas Llosa diría de él que «como novelista, historiador, ensayista y periodista ha producido una obra muy vasta de creación y divulgación que ha tenido una enorme audiencia en todos los países de lengua española» y precisa que su novela Las Lanzas Coloradas «abrió la puerta para lo que sería luego el reconocimiento de la novela latinoamericana en todo el mundo»
Para Enrique Anderson Imbert, el cuento La Lluvia, perteneciente a la antología Red, «es el mejor ejemplo avant la lettre del realismo mágico». Gustavo Guerrero insiste sobre dicho cuento: «La emoción que aún produce su lectura está muy por encima de ésa o de cualquier otra categorización. Pienso que es más simple y más justo decir hoy que «La lluvia» es un clásico de nuestra lengua, una pequeña y exquisita joya de arte mayor».
Miguel Gomes, por su parte, considera que más allá de sus novelas y sus ensayos, es precisamente La Lluvia la «obra maestra» de Uslar, en la que «despliega un sigilo capaz de sugerir dimensiones metafísicas en los miserables campos latinoamericanos y los seres pequeños y frágiles que lo habitan. El vínculo entre el niño de origen desconocido y la llegada de la lluvia a una tierra castigada por la sequía seguirá siendo misterioso una vez acabada la lectura: entre secuencias fragmentadas, la convergencia del muchacho –alquímico Manneken pis que orina sobre las hormigas– y la vida que se le negaba al eriazo –también teñido de mito: no cuesta suponer en él una nueva concreción de la «tierra baldía»– suscita un aura a la vez luminosa y numinosa que sale a nuestro encuentro, perfecta, acabada, en la oración inicial del cuento: «La luz de la luna entraba por todas las rendijas del rancho y el ruido del viento en el maizal». El apagado resplandor nocturno es el de nuestra vacilante comprensión de las claves de la anécdota: el secreto acaba llevándose lo mejor, aunque obscuramente lo poseamos.»
La biblioteca personal de Uslar Pietri, compuesta por aproximadamente 18.000 volúmenes, se encuentra bajo la custodia de la Biblioteca Pedro Grases de la Universidad Metropolitana de Caracas.

### Uslar Pietri y el petróleo
El 14 de julio de 1936 publicó en el diario Ahora un artículo titulado «Sembrar el petróleo». En el artículo exponía la creciente dependencia de Venezuela del petróleo y propuso que había que salir de ese esquema.
Uslar Pietri declaró que había que utilizar el petróleo no para pagar más importaciones, sino para buscar nuevas fuentes de ingreso para el país y crear fuentes de producción que contribuyesen a un desarrollo sostenido.
En su artículo «El festín de Baltasar», Uslar Pietri menciona el episodio bíblico del festín del rey Baltasar, cuando Daniel tiene que descifrar las palabras escritas en el muro del palacio. Uslar Pietri escribió:

Hasta que aquella mano misteriosa escribe en la pared la enigmática sentencia que anuncia la inevitable catástrofe y que empieza con la palabra «mene». Una palabra que las gentes del lago de Maracaibo conocen bien y saben descifrar.

En efecto, la palabra «mene» significaba «petróleo» en la lengua de los indígenas de esa zona tan rica en yacimientos petrolíferos.
Uslar escribió:

Ya nuestros precios no son el resultado de la oferta y de la demanda en los mercados mundiales. El precio del café o el de la carne o el del maíz no suben en Venezuela porque el juego de las fuerzas económicas así lo determinen, sino porque los productores exigen el aumento y el Estado complaciente se los acuerda.

Más adelante escribió:

¿Hasta cuándo podrá durar este festín? Hasta que dure el auge de la explotación petrolera. El día en que ella disminuya o decaiga, si continuamos en las condiciones actuales, habrá sonado para Venezuela el momento de una de las más pavorosas catástrofes económicas y sociales.

Su idea de «sembrar el petróleo» como fuente de ingreso de Venezuela fue difundida por el escritor en numerosas ocasiones, exponiendo sus argumentos sobre la utilización racional de dicha fuente energética.

Si en este momento, por azar infortunado del destino, los precios del petróleo bajaran de una manera importante en el mercado mundial, Venezuela sería un caso para la Cruz Roja Internacional. Aquí vendrían a repartir sopas en las esquinas.

## Premios destacados

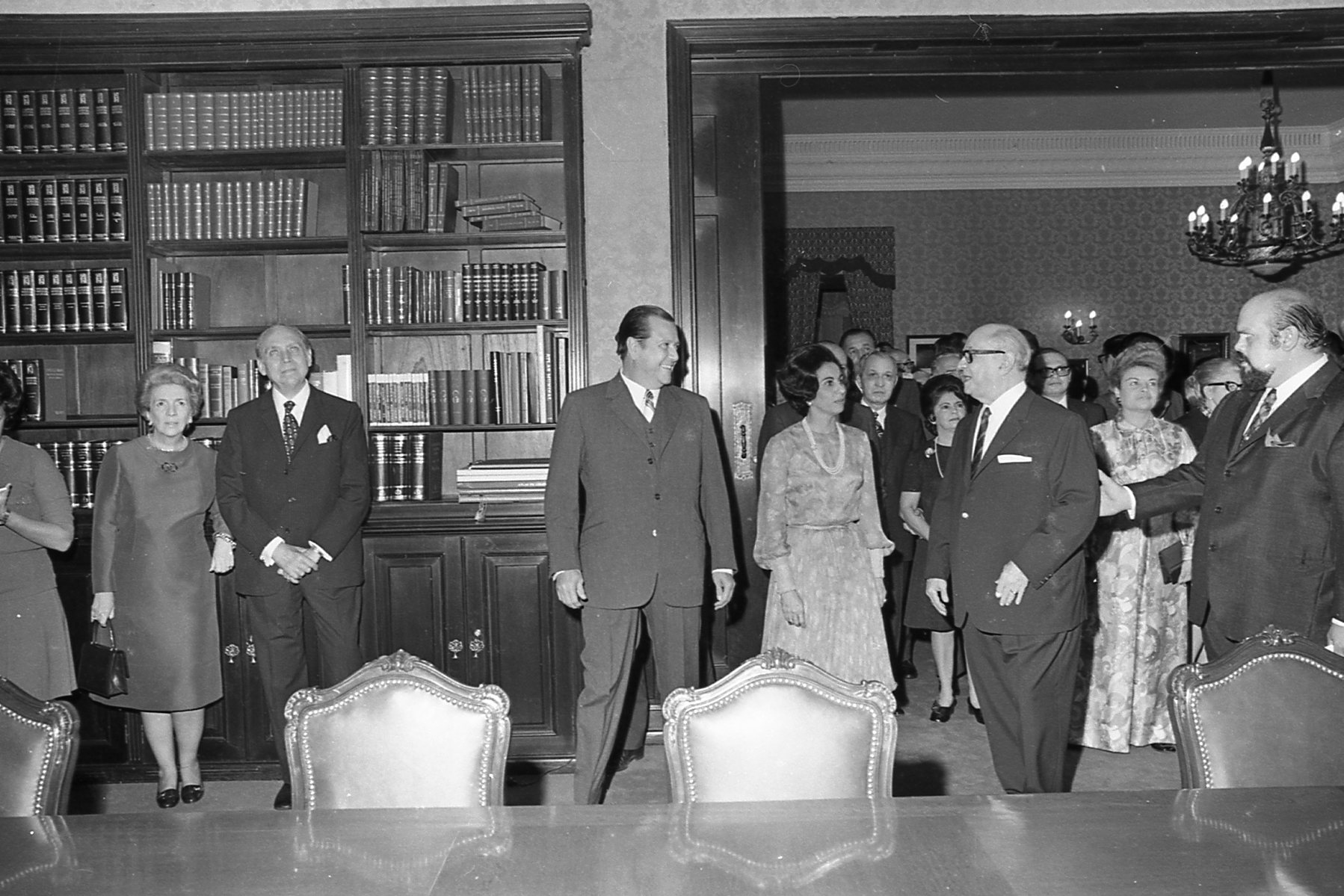
Isabel Braun y Arturo Uslar Pietri (a la izquierda), durante el evento en el que se develó la obra Los Causahabientes, de Tito Salas, en la Residencia Presidencial La Casona, 1971.

Algunos de los premios más destacados obtenidos por el autor son los siguientes:
- 1935: Primer tercer concurso de la revista Elite por el cuento La lluvia.
- 1949: Primer premio concurso anual de cuentos del diario El Nacional por El baile del tambor.
- 1950: Premio Arístides Rojas por novela El camino de El Dorado.
- 1954: Premio Nacional de Literatura (1952-1953) por Las nubes.
- 1971: Premio Nacional de Periodismo.
- 1972: Premio Mergenthaler de la Sociedad Interamericana de Prensa.
- 1972: Premio Maria Moors Cabot (Escuela de Periodismo de la Universidad de Columbia).
- 1973: Premio hispanoamericano de prensa Miguel de Cervantes.
- 1979: Premio Enrique Otero Vizcarrondo por el artículo Mi primer libro.
- 1981: Premio Asociación de Escritores de Venezuela por La isla de Robinson.
- 1982: Premio Nacional de Literatura por La isla de Robinson.
- 1988: Premio Rafael Heliodoro Valle en México.
- 1988: Premio «José Vasconcelos», en México.
- 1990: Premio Príncipe de Asturias de las Letras en España.
- 1991: Premio Rómulo Gallegos por la novela La visita en el tiempo.
- 2000: Premio Internacional Alfonso Reyes en México.

## Condecoraciones y distinciones
- 1940: Doctor honoris causa de la Universidad de Puerto Rico
- 1941: Orden del Libertador, en grado de Gran Cordón.
- 1943: Colombia le otorga la Orden de Boyacá, en grado de Gran Oficial.
- 1943: Bolivia le otorga la Orden del Cóndor de Los Andes, en grado de Gran Oficial.
- 1952: Colombia le otorga la Orden de Boyacá, en grado de Gran Cruz.
- 1956: Doctorado honoris causa Ciencias Económicas y Sociales Universidad Central de Venezuela.
- 1959: Miembro Correspondiente de la Real Academia Española.
- 1965: Los gobiernos de Francia e Italia le otorgan la Orden al Mérito, en grado de Gran Oficial.
- 1967: Nicaragua le otorga la Orden Rubén Darío.
- 1967: Recibe la orden Ciudad de Caracas.
- 1972: Argentina le otorga la Orden de Mayo, en grado de Comendador.
- 1973: Brasil le otorga la Orden Río Branco, en grado de Comendador.
- 1973: Orden Francisco de Miranda, Primera Clase.
- 1974: México le otorga la Orden del Águila Azteca.
- 1978: Argentina le otorga la Orden de Mayo, en grado de Gran Cruz.
- 1979: Doctor honoris causa de la Universidad de París X Nanterre.
- 1981: Orden Diego de Losada, Primera Clase.
- 1981: Profesor Honorario de la Universidad Simón Rodríguez en Caracas.
- 1984: Doctorado honoris causa, Universidad Simón Bolívar, Caracas.
- 1984: España le otorga la Orden de Isabel la Católica, en grado de Caballero Gran Cruz.
- 1985: Miembro Honorario de la Universidad Hebrea, Jerusalén.
- 1985: Doctor honoris causa, Universidad de los Andes, Mérida Venezuela
- 1986: El Instituto de Cultura Hispánica en Madrid promueve la «Semana del autor»
- 1989: Doctor honoris causa de la Universidad Metropolitana, Caracas, Venezuela.[54]
- 1990: Francia le concede la Legión de Honor, en grado de Gran Cruz.

## Obras
| - 1931: Las lanzas coloradas. - 1947: El camino de El Dorado. - 1962: Un retrato en la geografía. - 1964: Estación de máscaras. - 1976: Oficio de difuntos. - 1981: La isla de Robinson. - 1990: La visita en el tiempo. | - 1928: Barrabás y otros relatos. - 1936: Red. - 1949: Treinta hombres y sus sombras - 1954: Tiempo de contar (antología) - 1966: Pasos y pasajeros - 1967: La lluvia y otros cuentos (antología). - 1969: Treinta cuentos (antología). - 1973: Moscas, árboles y hombres (antología). - 1975: Camino de cuento ( antología) - 1978: El prójimo y otros cuentos( antología) - 1980: Los ganadores - 1986: Cuatro cuentos de José Gabino (antología) - 1986: 33 cuentos ( antología) - 1992: Cuentos de la realidad mágica ( antología) |

### Ensayos
A mediados de siglo, Uslar Pietri recupera y afirma la noción del «ensayo elegante». Todas sus virtudes discursivas ―léxico amplio y preciso, oraciones claras y no sofisticadas, fluidez expositiva, vaivén entre el carácter analítico, sentencioso y anecdótico del texto― deben su forma a un principio opuesto que no les permite extralimitarse: el ensayo es una pieza de la contención, no de la radicalización de sus recursos.
Alberto Paredes

| - 1945: Las visiones del camino. - 1945: Sumario de economía venezolana para alivio de estudiantes. - 1948: Letras y hombres de Venezuela. - 1949: De una a otra Venezuela. - 1951: Las nubes. - 1952: Apuntes para retratos. - 1953: Tierra venezolana. - 1954: Lecturas para jóvenes venezolanos - 1955: El petróleo en Venezuela - 1955: Pizarrón. - 1955: Breve historia de la novela hispanoamericana. - 1955: Valores humanos. Charlas por televisión. Tomo I. - 1956: Valores humanos. Charlas por televisión. Tomo II. - 1958: Valores humanos. Charlas por televisión. Tomo III. - 1959: Materiales para la construcción de Venezuela. - 1962: Del hacer y deshacer de Venezuela. - 1962: Sumario de la Civilización Occidental. - 1964: Valores humanos. Biografías y evocaciones. - 1964: La palabra compartida. Discursos en el Parlamento (1959-1963). - 1965: Hacia el humanismo democrático. - 1966: Petróleo de vida o muerte. - 1967: Oraciones para despertar. | - 1968: Las vacas gordas y las vacas flacas. - 1969: En busca del nuevo mundo. - 1969: Veinticinco Ensayos (antología) - 1971: Vista desde un punto. - 1972: Bolivariana. - 1974: La otra América. - 1975: Viva voz. - 1979: Fantasmas de dos mundos. - 1980: Veinticinco ensayos ( antología) - 1981: Cuéntame a Venezuela. - 1981: Educar para Venezuela. - 1982: Valores Humanos. - 1982: Fachas, fechas y fichas. - 1983: Bolívar hoy. - 1984: Venezuela en el petróleo. - 1986: Medio milenio de Venezuela (antología) - 1986: Raíces venezolanas. - 1986: Bello el venezolano. - 1986: Godos, insurgentes y visionarios. - 1987: Giotto y compañía ( antología) - 1990: Los Venezolanos y el Petróleo (antología) - 1990: Cuarenta ensayos ( antología) - 1991: La creación del Nuevo Mundo ( antología) - 1991: Iberoamérica un solo mundo - 1992: Golpe y Estado en Venezuela. - 1994: Del Cerro de Plata a los caminos extraviados. - 1994: El nombre y la identidad de América Latina. - 1996: ¿Existe la América Latina? - 1996: La invención de América mestiza |

### Libros de viajes
Jesús Nieves Montero, respecto a la obra El globo de colores, declaró lo siguiente: «Aquí encontramos una valoración inmensa del regreso. No porque lo que conocemos […] sea intrínsecamente mejor, sino porque después de terminado el viaje las realidades inmediatas son […] aprehendidas en algunas dimensiones que tal vez no podíamos sospechar desde adentro».

- 1950: La ciudad de nadie.

- 1954: El otono en Europa.
- 1955: Un turista en el cercano oriente.

- 1971:  La vuelta al mundo en  diez trancos
- 1975: El globo de colores.

### Poesía

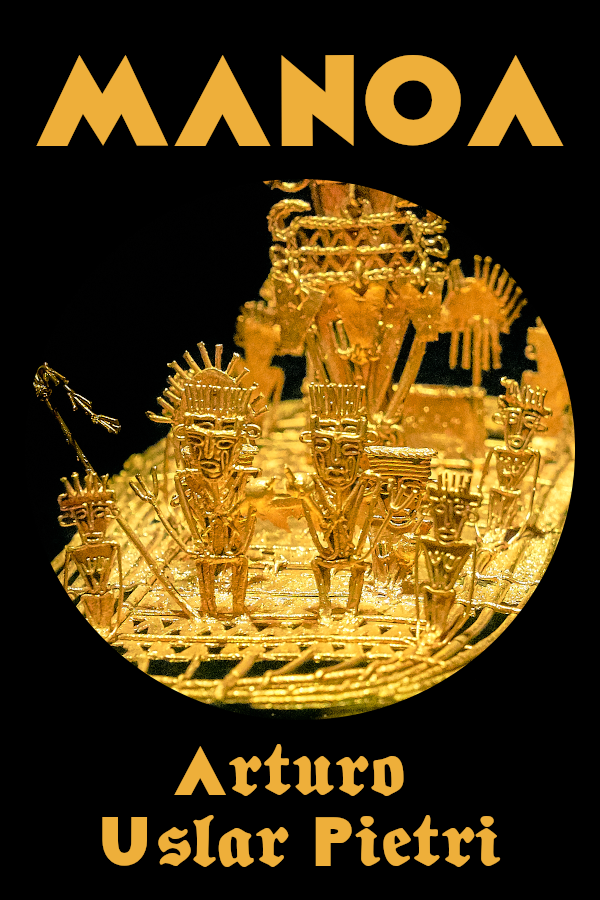
Arte conceptual inspirado en el primer poemario de Uslar Pietri. El nombre de «Manoa» hace referencia a la leyenda de El Dorado.

- 1972: Manoa: 1932-1972.[57]
- 1979: Escritura.
- 1986: El hombre que voy siendo.

### Teatro
Con ambas obras ―se hace referencia a las dos primeras obras de teatro que publicó, en 1927 y 1928 respectivamente―, Uslar Pietri aportó al teatro venezolano el valor dramático del estar absoluto en situación con otros, algo desconocido en el discurso teatral de la época. Escribió dos obras en las que lo trivial e irrisorio sostiene la acción sin orden ni sentido; de ahí que se alejara de los hábitos escénicos de la época.
Leonardo Azparren Giménez

- 1927: E Ultreja.
- 1928: La llave.
- 1958: El día de Antero Alban. La Tebaida. El Dios invisible. La fuga de Miranda.
- 1960: Chuo Gil y las tejedoras. Drama en un preludio y siete tiempos.

## Literatura
- Johansmeier, Herta (2011): Verschlüsselte Botschaften und suggestive Techniken in den Romanen Arturo Uslar Pietris (‘mensajes cifrados y técnicas sugestivas en las novelas de Arturo Uslar Pietri’). Marburg (Alemania): Tectum, 2011. ISBN 978-3-8288-2500-0.